# Garcinia grahamii
Garcinia grahamii är en tvåhjärtbladig växtart som beskrevs av Jean Baptiste Louis Pierre. Garcinia grahamii ingår i släktet Garcinia och familjen Clusiaceae. Inga underarter finns listade i Catalogue of Life.